# Halowe Mistrzostwa Europy w Lekkoatletyce 1978 – bieg na 800 m mężczyzn
Bieg na 800 metrów mężczyzn – jedna z konkurencji biegowych rozgrywanych podczas halowych lekkoatletycznych mistrzostw Europy w hali Palasport di San Siro w Mediolanie. Eliminacje zostały rozegrane 11 marca, a bieg finałowy 12 marca 1978. Zwyciężył reprezentant Finlandii Markku Taskinen. Tytułu zdobytego na poprzednich mistrzostwach nie bronił Sebastian Coe z Wielkiej Brytanii.

## Rezultaty

### Eliminacje
Rozegrano 3 biegi eliminacyjne, do których przystąpiło 13 biegaczy. Awans do finału dawało zajęcie jednego z pierwszych dwóch miejsc w swoim biegu (Q).
Opracowano na podstawie materiału źródłowego.
Bieg 1
| Miejsce | Zawodnik           | Czas   | Uwagi |
| ------- | ------------------ | ------ | ----- |
| 1       | Roger Milhau       | 1:48,6 | Q     |
| 2       | Marian Gęsicki     | 1:48,9 | Q     |
| 3       | Arno Korneling     | 1:49,2 |       |
| 4       | Pawieł Litowczenko | 1:50,9 |       |
| 5       | Jón Didriksson     | 1:53,7 |       |

Bieg 2
| Miejsce | Zawodnik         | Czas   | Uwagi |
| ------- | ---------------- | ------ | ----- |
| 1       | Gabriele Ferrero | 1:56,0 | Q     |
| 2       | Markku Taskinen  | 1:56,1 | Q     |
| 3       | Günther Hasler   | 1:56,3 |       |
| 4       | Milovan Savić    | 1:56,4 |       |

Bieg 3
| Miejsce | Zawodnik         | Czas   | Uwagi |
| ------- | ---------------- | ------ | ----- |
| 1       | Olaf Beyer       | 1:51,0 | Q     |
| 2       | Rolf Gysin       | 1:51,2 | Q     |
| 3       | Sermet Timurlenk | 1:51,6 |       |
| 4       | Paweł Szweda     | 1:52,1 |       |

### Finał
Opracowano na podstawie materiału źródłowego.
| Miejsce | Zawodnik         | Czas    | Uwagi |
| ------- | ---------------- | ------- | ----- |
| 1       | Markku Taskinen  | 1:47,35 | NR    |
| 2       | Olaf Beyer       | 1:47,68 |       |
| 3       | Roger Milhau     | 1:47,8  |       |
| 4       | Marian Gęsicki   | 1:48,1  |       |
| 5       | Rolf Gysin       | 1:49,3  |       |
| 6       | Gabriele Ferrero | 1:49,5  |       |